# Küstenkanal
Der Küstenkanal ist eine rund 70 Kilometer lange Bundeswasserstraße, die die Hunte bei Oldenburg mit der zum Dortmund-Ems-Kanal ausgebauten Ems bei Dörpen verbindet. Zum Küstenkanal gehört auch der Stichkanal Dörpen, ein 890 m langes Bett des teilfertigen Seitenkanals Gleesen-Papenburg, ebenfalls zur Wasserstraßenklasse IV gehörend.

## Verlauf des Küstenkanals
Der Küstenkanal zweigt in Oldenburg von der Hunte in westlicher Richtung ab. Nach etwa 13 km durchsticht er bei der „Mosleshöhe“ ⊙ in der Ortschaft Friedrichsfehn die Wasserscheide zwischen den Einzugsgebieten von Ems und Weser. Von hier verläuft der Kanal im Süden des Ammerlands, durchschneidet den Landkreis Cloppenburg nördlich von Friesoythe ⊙ sowie den Norden des Landkreises Emsland. Dort verläuft er zunächst südlich des Naturschutzgebiets Esterweger Dose ⊙, bevor er bei Dörpen (südlich von Papenburg) auf den Dortmund-Ems-Kanal (Ems) trifft. Fast auf seiner ganzen Länge wird der Kanal von der Küstenkanalstraße begleitet, der Bundesstraße 401.

## Bauliche Entwicklung und Nutzung

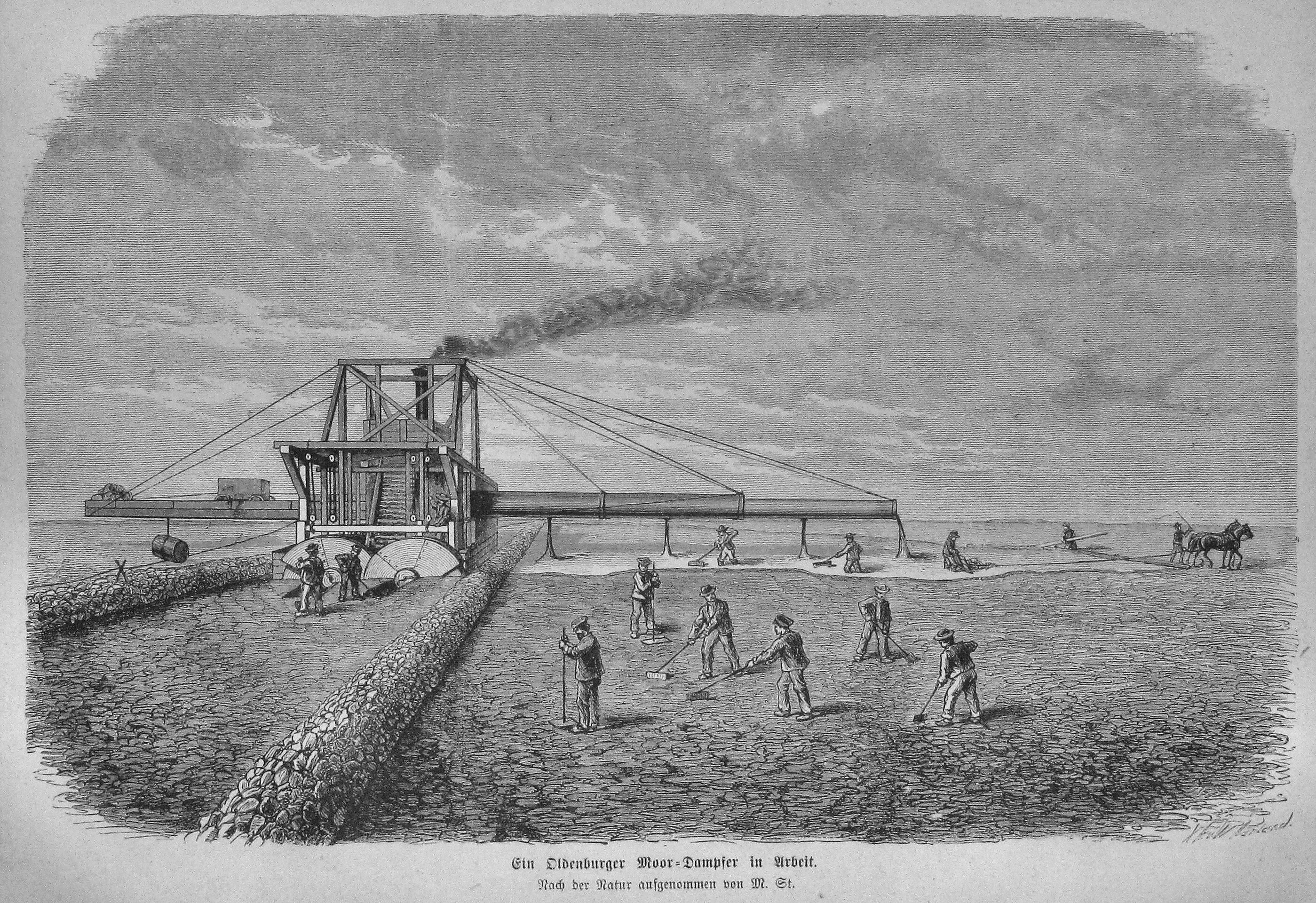
Der „Oldenburger Moor-Dampfer“ (auch: „Hodge‘sches Torfschiff“) beim Bau des Küstenkanals bei Kampe

Im östlichen Teil, von Oldenburg bis zum Friesoyther Stadtteil Kampe, entstand der Küstenkanal ab 1922 durch den Ausbau des 1893 fertiggestellten Hunte-Ems-Kanals, ursprünglich ein Entwässerungskanal für die oldenburgischen Moore. Dieser Kanal besteht in seinem nordwestlichen Teil ab Kampe noch heute als Elisabethfehnkanal. Nachdem Oldenburg ab 1924 den Kanal von Kampe bis zur Landesgrenze verlängert hatte, begann ab 1927 Preußen mit der Anschlussstrecke zwischen Ems und Landesgrenze. Am 28. September 1935 wurde der Küstenkanal in Betrieb genommen.
Bemessen wurde der Küstenkanal für das 600/750-t-Schiff (Länge: 67,00 m; Breite: 8,20 m; Tiefgang: 1,75/2,00 m). Einschiffig wurde auch das 1000-t-Schiff (Länge: 80,00 m; Breite: 9,00 m; Tiefgang: 2,00 m) zugelassen.
Die Scheitelhaltung des Kanals wird im Osten durch die Schleuse Oldenburg und im Westen durch die Schleuse Dörpen abgeschlossen. Die Fallhöhe beträgt in Oldenburg bis zu 5,40 m je nach dem Tidewasserstand der Hunte und in Dörpen 1,20 m Abstieg zur Stauhaltung Bollingerfähr der Ems. Umgekehrt kann die Schleuse Dörpen den Küstenkanal gegen extreme Ems-Hochwasser absperren. Die Schleuse Oldenburg wurde 1927, die Schleuse Dörpen 1935 in Betrieb genommen. Nach Beseitigung der Kriegsschäden wurde die oldenburgische Strecke 1948–1951 durch Baggerungen, ein nach Süden erweitertes Kanalprofil und Uferbefestigungen verbessert. 1965–1985 wurde der Ausbau für das 1000-t-Schiff (einschiffig für das Europaschiff, 1350 t) durchgeführt.
Auch heute ist der Küstenkanal noch Hauptvorfluter mit einem Einzugsgebiet von 1045 km² südlich des Kanals zur Entwässerung und Hochwasserentlastung für die Gebiete Ems - Hunte, Leda/Jümme. Vom gesamten Einzugsgebiet entwässern 237 km² vollständig in den Kanal zur Speisung der 63 km langen Scheitelhaltung, hinzu kommt bei Bedarf noch Wasser aus der Hunte. Hochwasserspitzen aus den Flüssen Sagter Ems, Soeste und Vehne werden in den Kanal abgeleitet und schnell und gefahrlos zu etwa gleichen Teilen zur Ems (über den Ems-Altarm Goldfischdever) und zur Hunte abgeführt. Zur Sicherstellung des Wasserstandes für die Schifffahrt und zur Minimierung von Wasserspiegelschwankungen werden die Zu- und Abflüsse nach einem Betriebsplan gesteuert, an dem neben Bundes- und Landesdienststellen auch Verbände beteiligt sind.
Haupttransportgüter waren zu Beginn Torf, Futtermittel und Baustoffe. Auch weiterhin haben Schüttgüter (Steine und Erden, Nahrungs- und Futtermittel) den größten Anteil am Verkehr. Zu Beginn des 21. Jahrhunderts kam der Containerverkehr hinzu. Die geschleuste Tonnage lag zwischen 2002 und 2009 an der Schleuse Dörpen zwischen 3,3 und 4 Mio t bei über 6000 Berufsschiffen. Fördernd für den Schiffsverkehr wirkt sich das seit 1996 bestehende Güterverkehrszentrum (GVZ) Emsland in Dörpen aus, eine Drehscheibe der Verkehrsträger Straße, Bahn und Wasserstraße, wo vom Transportaufkommen 36 % von der Straße auf den Wasserweg übernommen werden.
Der Ausbau des Küstenkanals einschließlich Ersatzneubau zweier Schleusen ist als Vordringlicher Bedarf im Bundesverkehrswegeplan 2030 genannt.

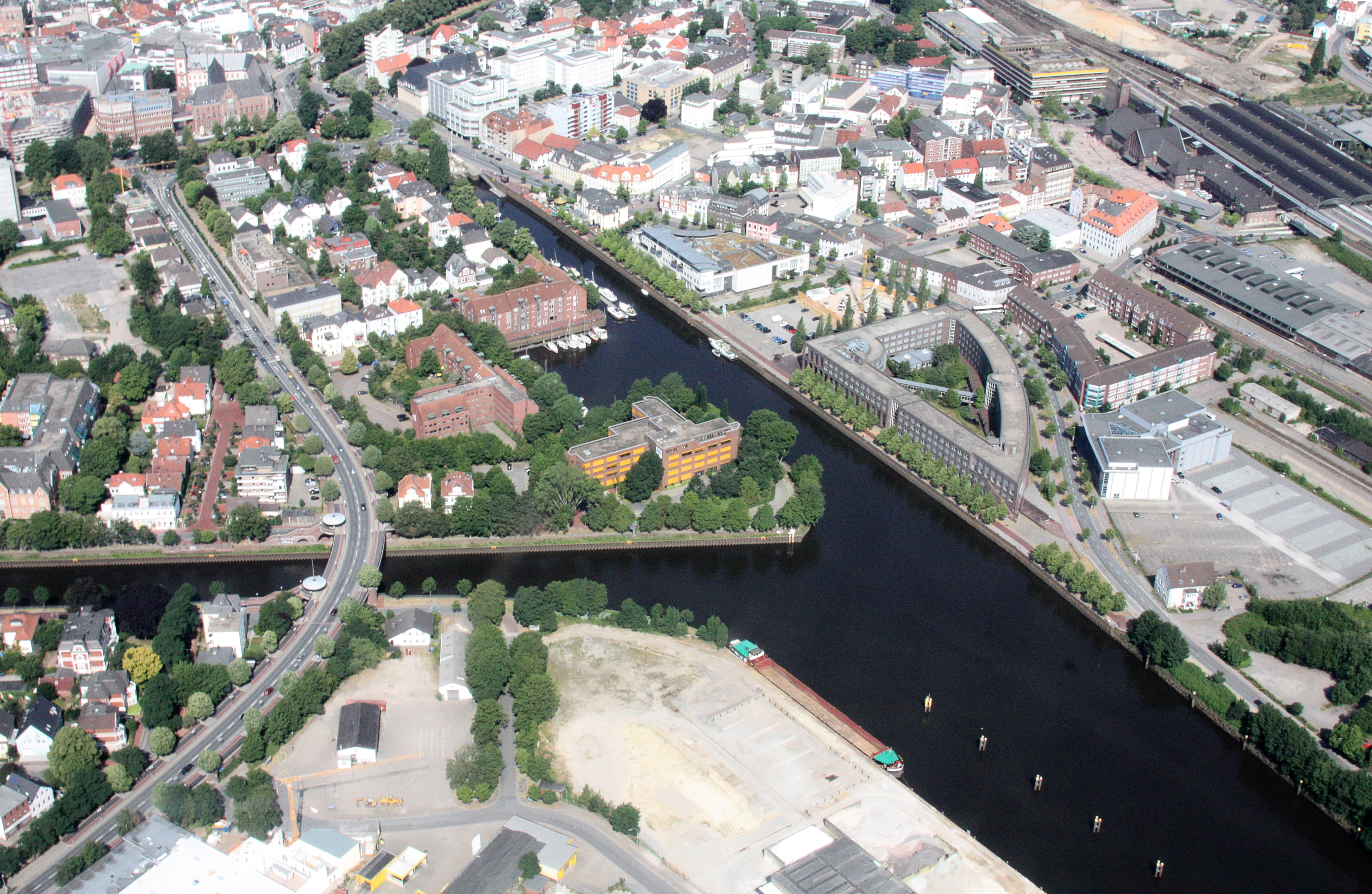
Anfang des Küstenkanals in Oldenburg
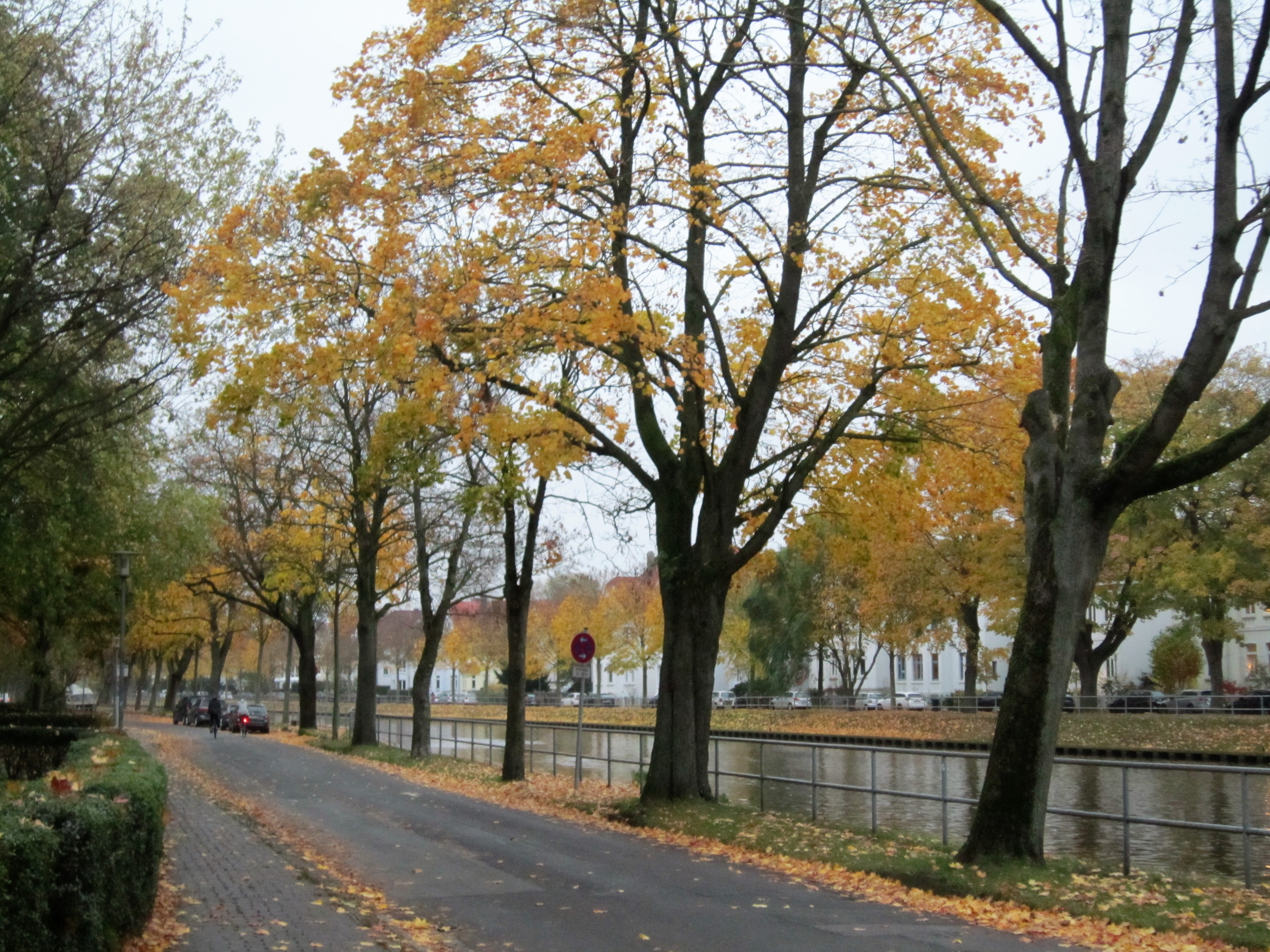
Küstenkanal zwischen der Kanalstraße und der Uferstraße in Oldenburg
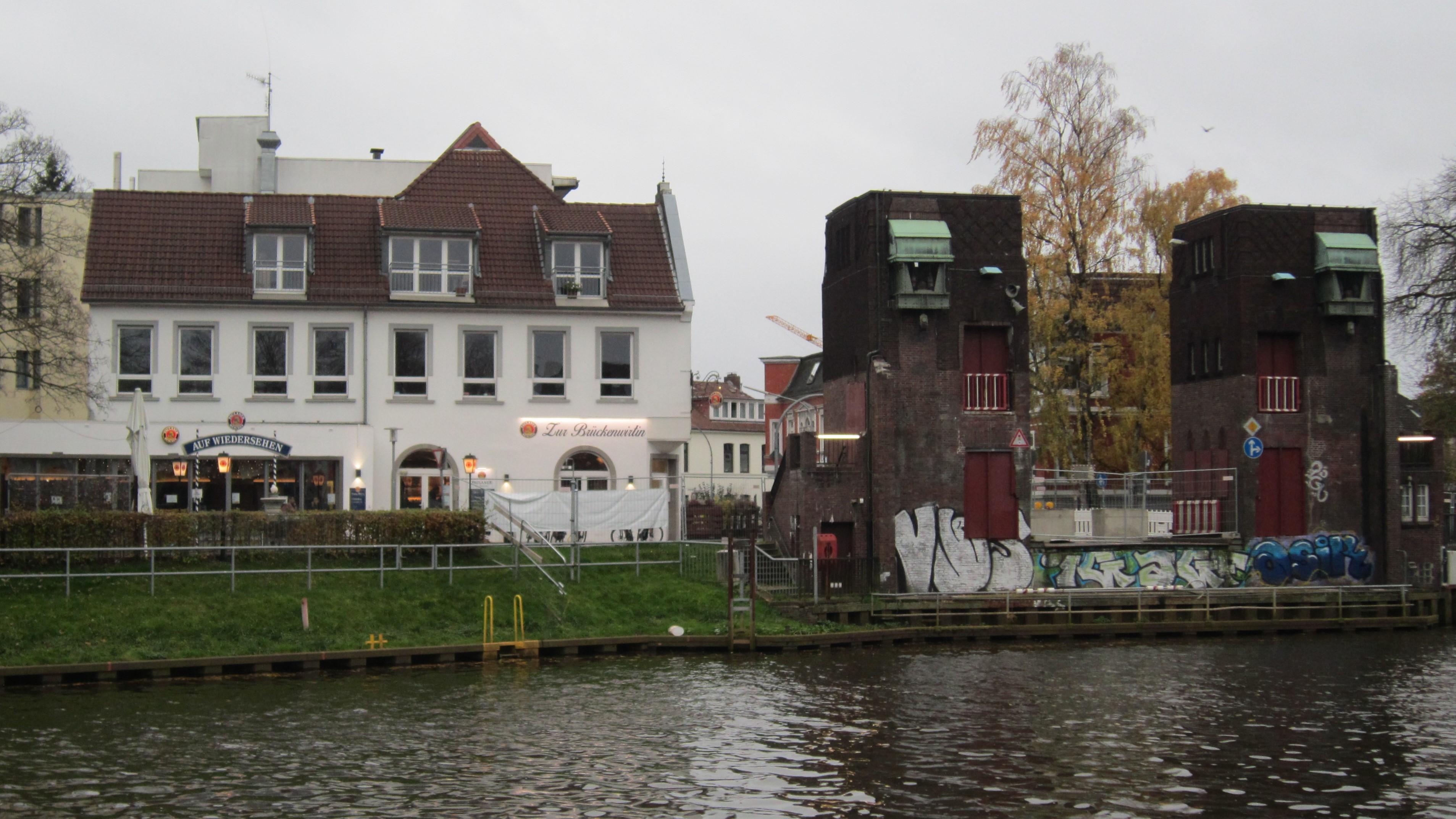
Osternburger Turmpaar der inzwischen abgerissenen Cäcilienbrücke (2020)
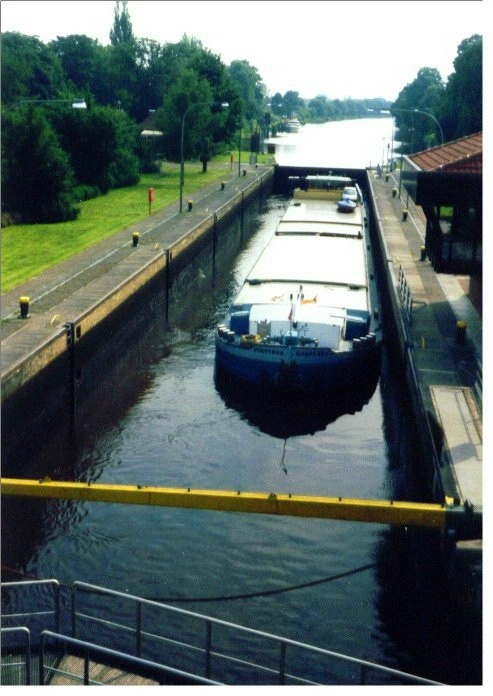
Schleuse Oldenburg
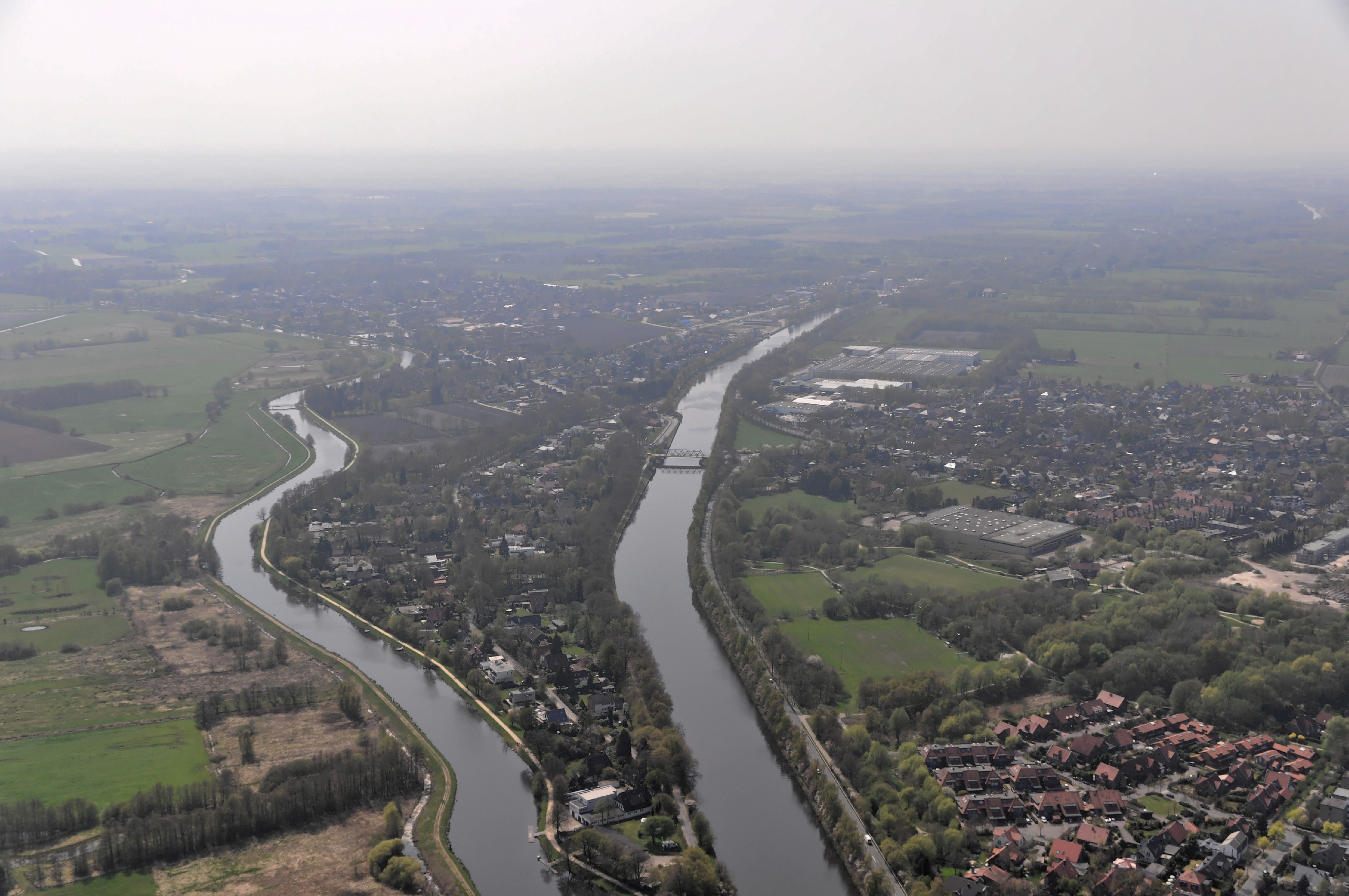
Küstenkanal (rechts) westlich von Oldenburg; links die Hunte
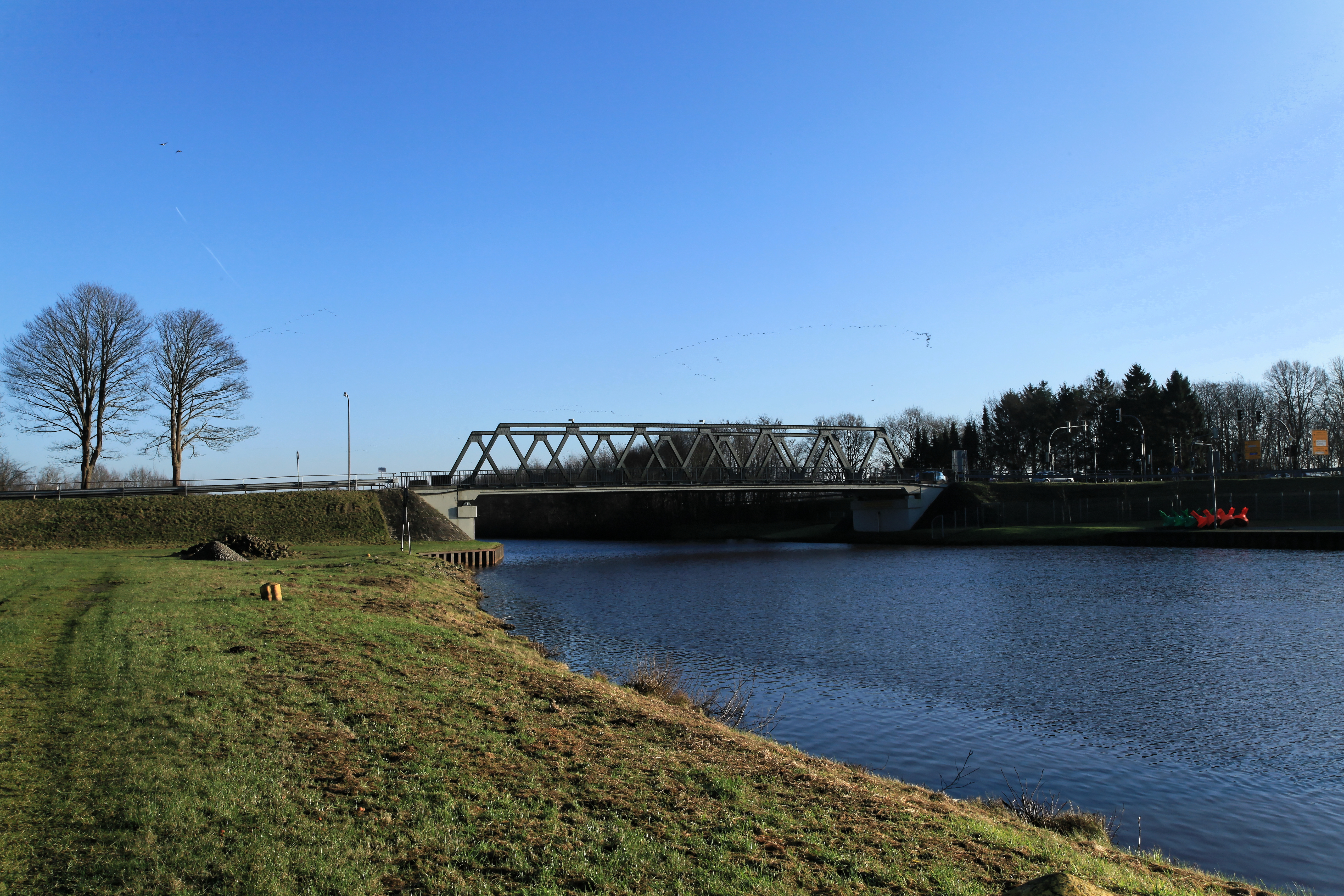
Kanalbrücke bei der Kreuzung B 401 / Papenburger Straße in Surwold
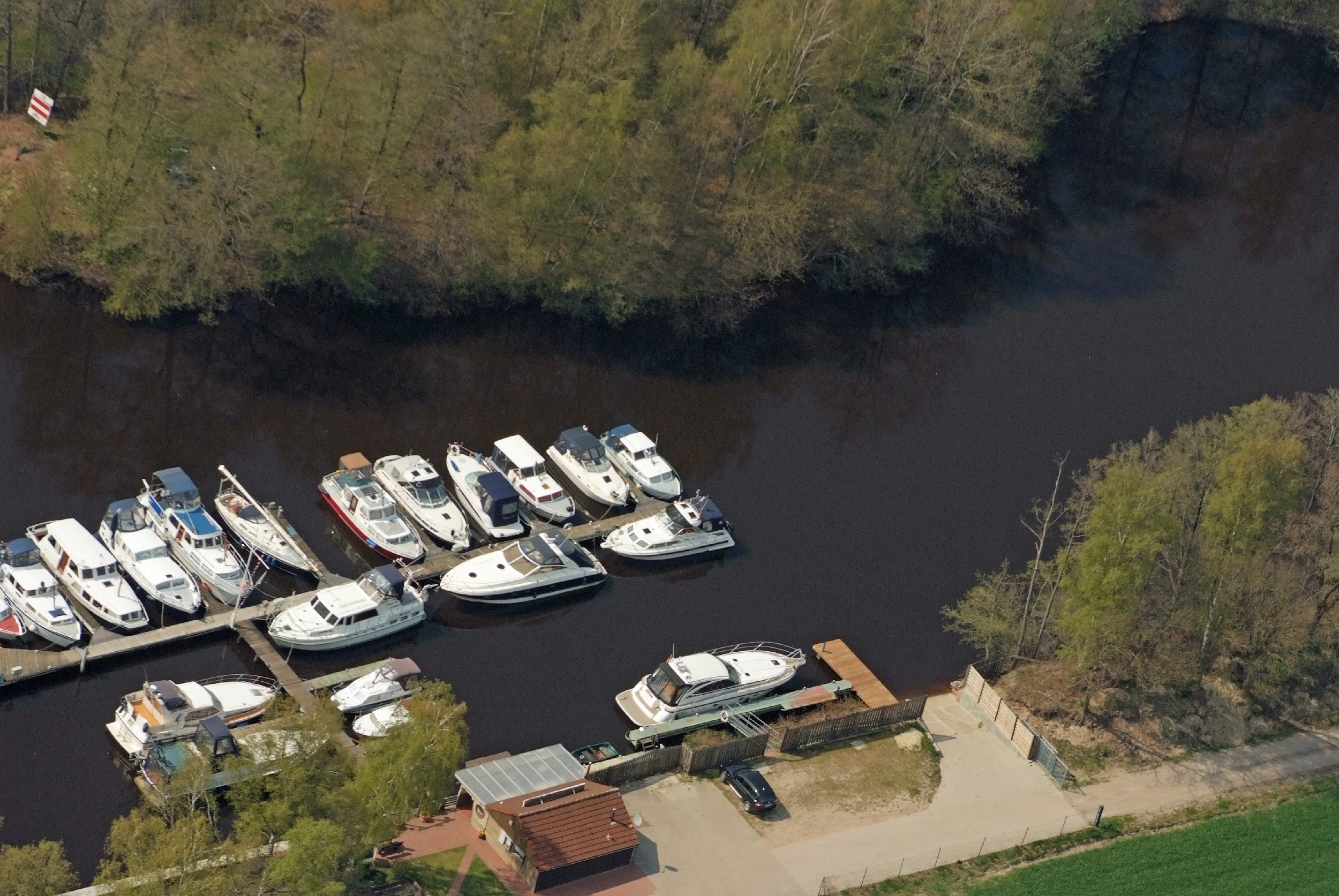
Marina nordöstlich von Dörpen
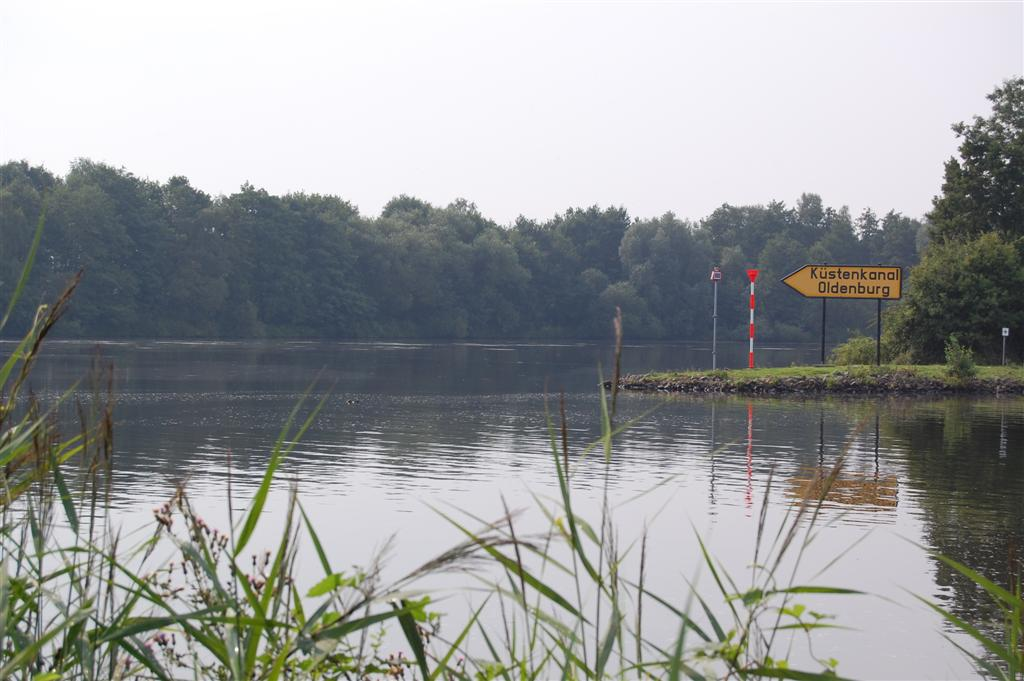
Ende des Küstenkanals südwestlich von Dörpen
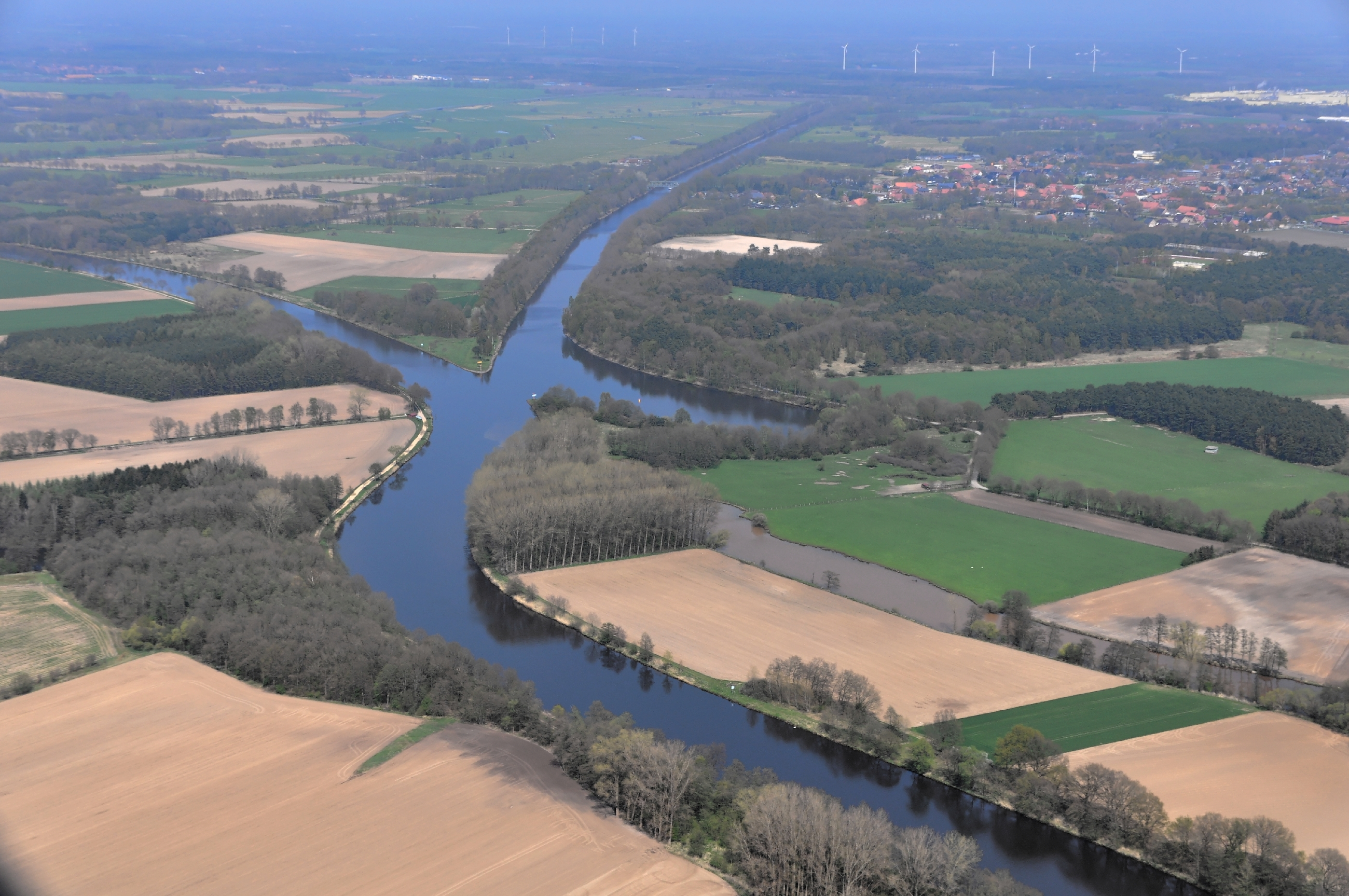
Westlichster Abschnitt des Küstenkanals (nach rechts von der Ems abzweigend) bei Dörpen

## Daten des Küstenkanals
- Länge 69,6 km
- Wassertiefe 3,50 m
- 14 Düker (Flusskreuzungen)
- lichte Durchfahrtshöhe unter Brücken 4,50 m
- Brücken über den Kanal: 31
- Schleusen: Länge 105 m, Breite 12 m
- Sicherheitstor Hundsmühlen bei km 5,17
- Sicherheitstor Sedelsberg bei km 41,06